# فخرالدین محمد سماکی استرآبادی
فخرالدین محمد سماکی استرآبادی، عالم امامی(ص دهم ق).
امیر فخرالدین محمد (احمد) بن حسین حسینی سماکی استرآبادی(918- 984ق) مشهور به محقق از سادات قریه سماک استرآباد بود. در خدمت امیر غیاث الدین منصور شیرازی تحصیل علم کرد. اوایل شیخ الاسلام سبزوار شد و بعد به دربار شاه طهماسب رفت و به منصب وزارت رسید. در قزوین مدرسه ای داشت و ضمن کارهای دیوان دولتی، در آنجا تدریس می کرد. هر روز عده زیادی از طلاب علوم معقول و منقول به درس او رفته و استفاده می کردند.اسکندر بیک منشی در کتاب عالم آرای عباسی از او به عنوان یکی از علمای اعلام و فقهای گرام عصر یاد می کند و می گوید:« همه روزه جمعی کثیر از طلبه علوم معقول و منقول به مُدَرِّس آن حاضر گشته استفاده علوم می نمودند و از افادات علیّه اش مستفید و بهره مند می گشتند.» حسن بیگ روملو او را با اوصاف مولانا اعظم، جامع الفضایل و الحکم، حلال المشکلات الدقائق و کشاف معضلات الحقایق وصف و مدح می کند
از شاگردان سماکی می توان از میرزا ابراهیم حسینی همدانی که در همدان منصب قضاوت و تصدی امور شرعیه را بر عهده داشت و نیز نورالدین محمد قاضی نوری اصفهانی از فقها و شعرای مشهور صفوی نام برد .همچنین از میر فخرالدین به عنوان بزرگترین استاد میرداماداسترآبادی(م 1041ق) در حکمت یاد می شود که با وی مناظراتی نیز داشته است. 

## آثار
- آداب البحث و المناظره [۱]
- حواشی بر شرح تهذیب المنطق علامه دوانی[۲]
- حاشیه بر شرح تجرید العقاید، قوشچی [۳]
- تفسیر آیة الکرسی [۴]
- حاشیه بر شرح میبدی بر هدایة الحکمه ابهری
- جوابات السماکی